# 田邊アツシ
田邊 アツシ（たなべ あつし、1971年7月23日 - ）は、日本の映像作家、映画監督。

## 人物・来歴
山口県出身。映像作家。自らのカメラによるアーティストのドキュメンテーション、美術館・博物館・文学館等の展示映像を主軸に、TVCM、企業等のVP、ミュージックビデオの企画制作も手掛ける。 
長編映画初監督作となる『マゴーネ 土田康彦「運命の交差点」についての研究』においても撮影に加え、編集、脚本、ナレーションまでこなし、従来のドキュメンタリーともフィクシィンとも異なる表現、映画・文学・美術の境界を超えて「私」を見つけるひとつの試みに挑戦した。イタリア・ヴェネチア在住の日本人ヴェネチアンガラス作家・土田康彦の作品シリーズ「運命の交差点」のコンセプトワークと、2012〜18年に渡り取材した映像素材をもとに、その人物像、創作の秘密を描いた同作は、2023年6月9日のシネスイッチ銀座を皮切りに全国各地で劇場公開された。

## 作品
映画
- マゴーネ 土田康彦「運命の交差点」についての研究（2021年 公開は2023年）

作品展
- A MAN ON THE BRIDGE[3]（2007年／山口情報芸術センター）